# Janowiec angielski
Janowiec angielski (Genista anglica L.) – gatunek rośliny z rodziny bobowatych (Fabaceae). Występuje na Półwyspie Iberyjskim, w górach północnego Maroka, w południowych Włoszech oraz na obszarach pod wpływem klimatu oceanicznego w Europie Zachodniej na północy sięgając do Wielkiej Brytanii, północnych Niemiec, Danii i południowej Szwecji. Z Polski opisywany jako przejściowo zawlekany (ma status efemerofita), zarejestrowany został w okolicach Szczecina. Gatunek jest bardzo zmienny (bywa dzielony na 5 drobnych gatunków). Badania molekularne wskazują na to, że wyewoluował prawdopodobnie w zachodniej części Półwyspu Iberyjskiego.

## Morfologia
PokrójNagi (młode pędy bywają słabo owłosione), silnie rozgałęziający się półkrzew, o pędach leżących, dźwigających się lub rzadziej wzniesionych prosto do góry, osiągających od 10 do 50 cm wysokości (wyjątkowo do 100 cm). Starsze gałęzie są cierniste (brak cierni u var. subinermis), ciernie wyrastają pojedynczo, choć gęsto, często za młodu są ulistnione. Osiągają od 1 do 2 cm długości i są proste lub odgięte, rzadko są rozgałęzione. Młodsze gałązki są pozbawione cierni, za to na ich szczytach tworzą się kwiatostany.
LiścieSkrętoległe i pojedyncze. Są nagie, krótkoogonkowe, niebieskozielone i drobne – osiągają od 2 do 8 mm długości i do 2–2,5 mm szerokości. Blaszki mają kształt lancetowaty, na szczycie są zaostrzone, u nasady zaokrąglone.
KwiatyZebrane po 5–10 w groniasty kwiatostan na szczytach gałązek (w węzłach kwiatostanu kwiaty wyrastają pojedynczo). Kwiaty wsparte są odwrotnie jajowatymi przysadkami (sięgającymi do krawędzi kielicha) i osadzone są na nagich szypułkach o długości do 2,5 mm, na których znajduje się także para szydlastych podkwiatków. Kielich jest dzwonkowaty, dwuwargowy, o długości ok. 3 mm. Górna warga jest krótsza i dwuząbkowa, dolna dłuższa i trójząbkowa. Ząbki kielicha są trójkątniejajowate, zaostrzone, sięgają do połowy jego długości, na brzegach są orzęsione. Korona kwiatu jest żółta, o budowie typowej dla kwiatu motylkowego, osiąga poniżej 1 cm długości. Żagielek jest jajowaty, na szczycie zaostrzony, z krótkim paznokciem u nasady. Skrzydełka są od niego o ok. 1 mm krótsze, a łódeczka podobnej długości lub nieco dłuższa (maksymalnie o 1 mm). Łódeczka na szczycie jest zaokrąglona lub z małym dzióbkiem. Pręcików jest 10, ich pylniki są żółte. Słupek pojedynczy, wygięty ku górze, zakończony jest skośnym znamieniem.
OwoceStrąki nagie, słabo wygięte, jasnobrunatne, o długości zwykle od 12 do 15, rzadko do 20 mm i szerokości do 4,5 mm. Zawierają od 4 do 12 nasion.
Gatunki podobneOd innych janowców spotykanych w Europie Środkowej i północnej różni się ciernistymi i nagimi pędami oraz nagimi kielichami i strąkami.

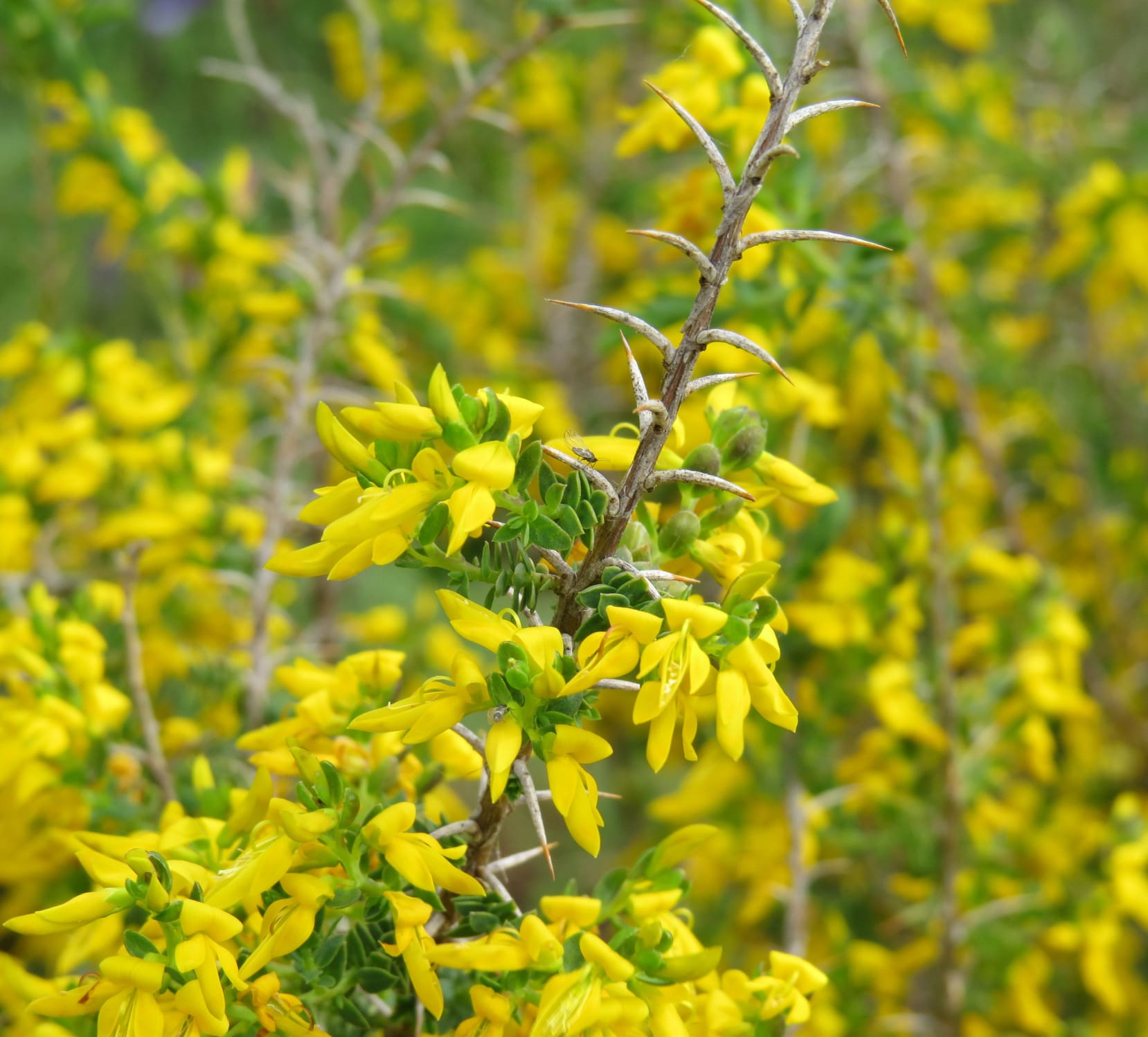
Młode gałązki kwitnące i starsze cierniste
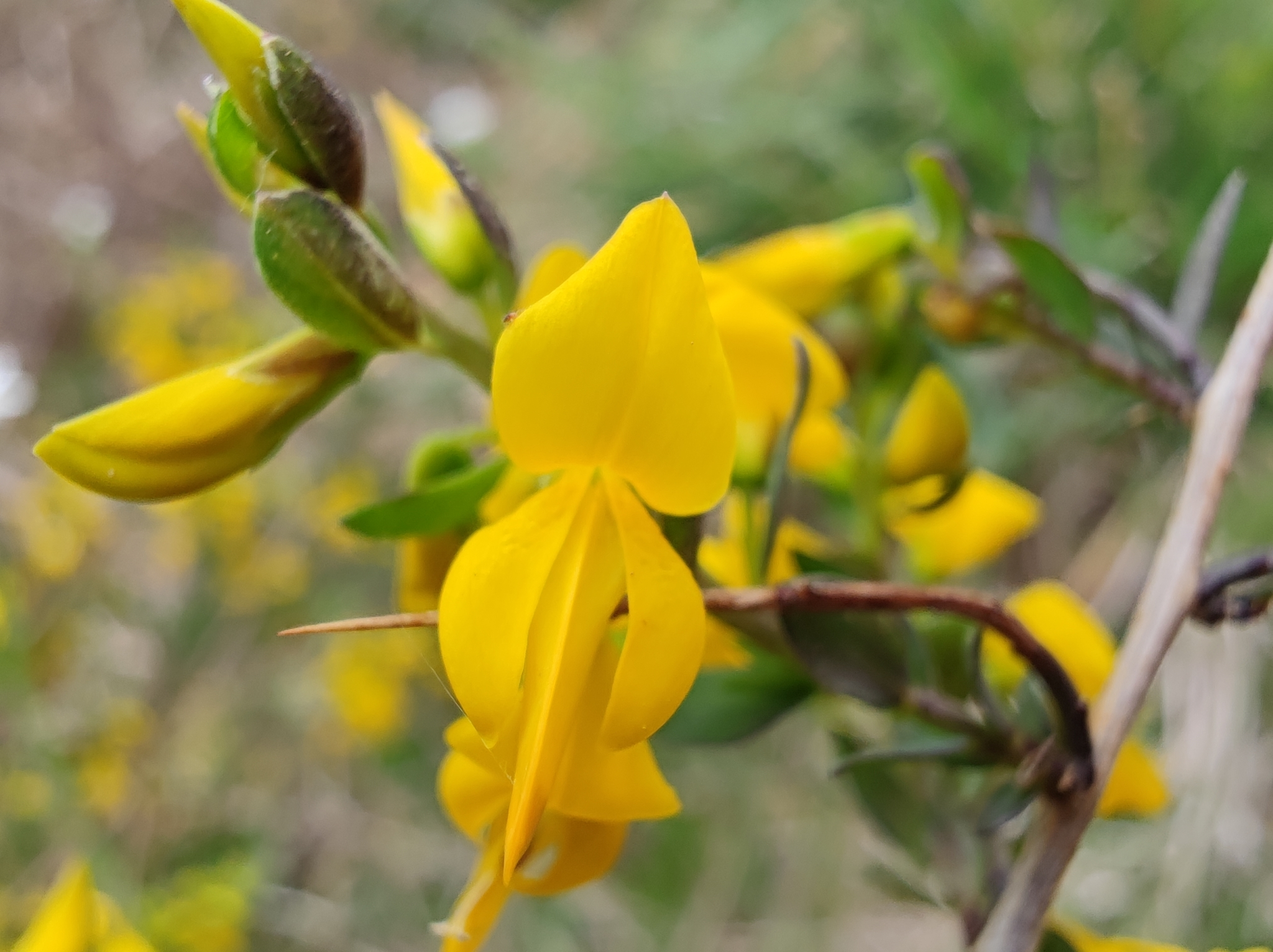
Kwiat
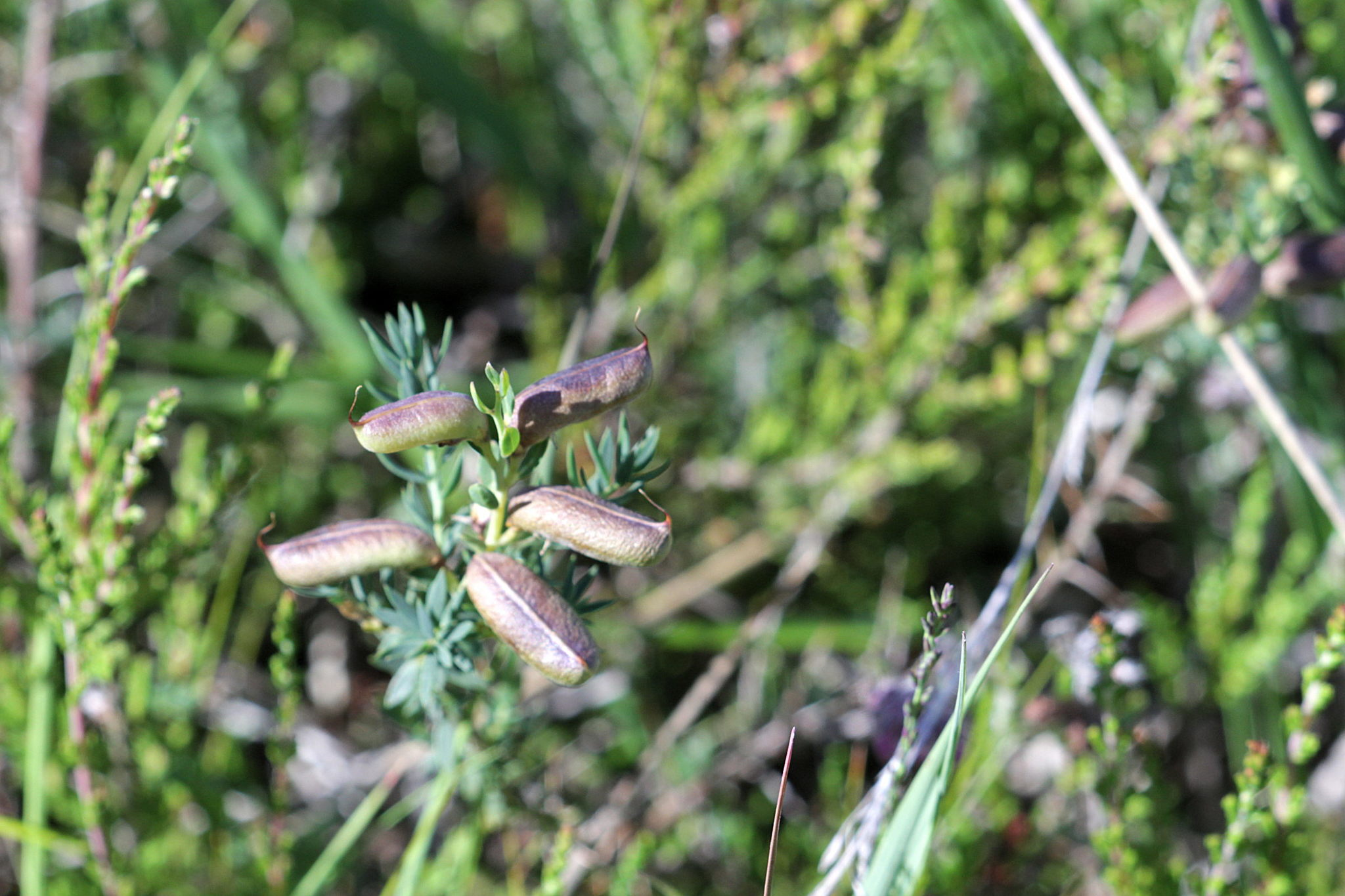
Owoce

## Systematyka
Gatunek w obrębie rodzaju janowiec Genista klasyfikowany jest do sekcji Phyllospartum Willk. obejmującej ok. 15 gatunków. Sekcja w różnych ujęciach zaliczana była do podrodzaju Phyllobotrys lub Voglera.
W zależności od ujęcia gatunek jest traktowany szeroko jako jeden, ale bardzo zmienny (co wspierają badania molekularne) lub jako grupa gatunków:
- G. anglica L. (sensu stricto)
- G. ancistrocarpa Spach
- G. acutifolia Pau
- G. silana Brullo, Gangale & Spamp.
- G. brutia Brullo, Scelsi & Spamp.

W obrębie gatunku wyróżniana jest odmiana var. subinermis obejmująca rośliny niewytwarzające cierni.

## Biologia i ekologia
- Półkrzew, chamefit i nanofanerofit[6]. Kwitnienie trwa od maja do czerwca[6][7].
- Rośnie na wrzosowiskach[7], zwykle w miejscach suchszych na obrzeżach mokradeł[8]. Rozwija się na glebach torfowych[7][8], gliniastych, kamienistych[7] i piaszczystych[8].
- Liczba chromosomów 2n=42[6].